# Balázs Lontay
Dans le nom hongrois Lontay Balázs, le nom de famille précède le prénom, mais cet article utilise l’ordre habituel en français Balázs Lontay, où le prénom précède le nom.
Balázs Károly Lontay, né le 18 mars 1984 à Budapest,  est un escrimeur hongrois pratiquant le sabre. 
Balazs Lontay est champion du monde d’escrime avec l’équipe de sabre de Hongrie en 2007 à  Saint-Pétersbourg

## Palmarès
- Championnats du monde d'escrime
  -  Champion du monde au sabre par équipes  aux Championnats du monde d'escrime 2007 à Saint-Pétersbourg
  -  Médaille de bronze  par équipes aux Championnats du monde d'escrime 2009 d'Antalya
- Championnats du monde junior
  -  Champion du monde junior en 2004 à Plovdiv